# 一心會

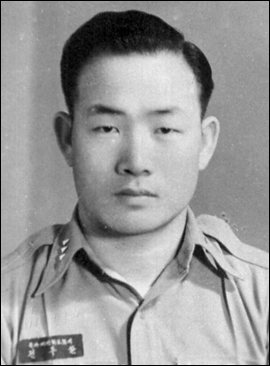
一心會重要成員全斗煥

一心會（：／ Ilsimhoe），或稱壹會（：／ Hanahoe）、新军部（：／ Singunbu），是大韓民國國軍中效忠前總統朴正熙的軍官勢力。

## 歷史
屬於一心會的軍官大都是出生於韓國嶺南地區（包括今韓國慶尚北道、慶尚南道，以及大邱市、釜山市、蔚山市等地）的陸軍士官學校畢業生。
雖然朴正熙於1973年整肅一心會負責人尹必鏞時將一心會解散，但前一心會成員在軍中仍然是相當有力的勢力。1979年朴正熙遇刺後，以全斗煥、盧泰愚等為首的前一心會成員通過自身的關係迅速集中權力。1979年12月12日，以全斗煥為首的前一心會勢力發動雙十二政變，取得了對軍隊的控制權。不久以後，集韓國軍政大權於一身的全斗煥強令崔圭夏下台，登上韓國總統之位。
1993年2月，金泳三出任韩国总统。他上台后为了预防军事政变，着手于解决军部势力，一心会等军内组织被解散。其成员或被排除出晋升名单，或者被退出现役。通过肃军运动更换了军队的首脑、高级将领。韩国军人执政、干政的传统被清除，一心会从此销声匿迹。

## 部分主要會员
早期组织者
- 尹必鏞：陸軍官校第8期，陆军少将军衔退役；历任国家重建最高会议代理秘书室长、陆军防諜司令、陆军首都警备司令、韩国高速公路公司总裁、韩美友谊协会主席等。
- 车圭宪：陸軍官校第8期，陆军上將军衔退役；历任陆军第7师师长、陆军首都警备司令、陆军官校校长、交通部长等。
- 俞学圣：陸軍官校第1期，陆军上將军衔退役；历任陆军第26师师长、陆军总部教育参谋部长、陆军第2军軍长、陆军第3野战军司令官、国家安全企划部部长、国会议员等。
- 黃永時：陸軍官校第10期，陆军上將军衔退役；历任驻越司令部参谋长、陆军士官学校校长、陆军第1军軍长、陆军参谋长、陆军第3野战军司令官、陆军参谋总长、监察院长等。

幕后支持者
- 徐钟喆：陸軍官校第1期，陆军上將军衔退役；历任陆军参谋总长、国防部长。
- 李光鲁：陸軍官校第10期，陆军准将军衔退役；历任总统警卫室次长、陆军首都军軍長兼陆军第1军軍長代理、国会议员、国会秘书长、黄海道知事等。

陸軍官校第11期
- 全斗焕：陆军上將军衔退役；历任陆军首都警备司令部第30警备營營长、陆军第9步兵师第29团长、特战司第1空降旅长、陆军第1步兵师师长、国军保安司令官、戒严司令部合同搜查本部长、大韩民国第11—12届总统等。
- 卢泰愚：陆军上將军衔退役；历任陆军首都机械化步兵师（猛虎部队）1团3營營长、特战司第9空降旅长、总统警卫室行政次长助理、陆军第9步兵师师长、陆军首都警备司令官、国军保安司令官、大韩民国第13任总统等。
- 郑镐溶 ：陆军上將军衔退役；历任特战司第7空降旅长、陆军第50步兵师长、特战司令官、第3野战军司令官、陆军参谋总长、内务部长、国防部长官、国会议员等。
- 金复东：陆军上將军衔退役；历任总统警卫室次长助理、陆军第5步兵师师长、陆军第3野战军副司令、陆军士官学校校长、大韩矿业振兴公社社长、国会议员等。
- 权翊铉：陆军上校军衔退役；历任陆军参谋总长秘书室辅佐官、陆军第26步兵师76团长、三星精密有限公司常务、国会议员、民主正义党事务总长等。
- 孙永吉：陆军准将军衔退役；历任陆军首都警备司令部参谋长、副司令等。
- 白云泽：陆军中将任上去世；历任陆军第71警备团团长、首都第一军軍長等。

陸軍官校第12期
- 朴熙道：陆军上將军衔退役；历任特战司第1空降旅长、陆军第26步兵师师长、特战司司令、陆军第3野战军司令、陆军参谋总长、韩国土地开发公司理事长等。
- 朴俊炳：陆军上將军衔退役；历任陆军第20机械化步兵师师长、国军保安司令官、国会议员等。
- 朴世直：陆军少将军衔退役；历任国防部长助理、陆军第3步兵师师长、陆军首都警备司令、国家安全企划部部长、总务处长官、体育部长、首尔亚运会组织委员长、首尔奥林匹克组织委员长、首尔特别市市长、国会议员等。

陸軍官校第13期
- 崔世昌：陆军上將军衔退役；历任特战司第3空降旅长、陆军第3野战军司令官、国军合同参谋议长、大韩矿业振兴公社社长、国防部长等。
- 郑东镐：陆军中将军衔退役；历任总统警卫室长、韩国高速公路公司总裁、国会议员等。

陸軍官校第14期
- 李钟九：陆军上將军衔退役；历任陆军第20机械化师长、首都警备司令、国军保安司令官、陆军参谋总长、国防部长等。
- 安武赫：陆军准将军衔退役；历任国家税务局局长、國家安全企划部部长、国会议员等。
- 李春九：陆军准将军衔退役；历任内务部部长、国会议员等。

陸軍官校第15期
- 李镇三：陆军上將军衔退役；历任陆军参谋总长、体育与青年部部长、国会议员等。
- 闵丙敦：陆军中将军衔退役；曾任特战司司令官。
- 高明昇：陆军上將军衔退役；历任陆军第9师师长、国军保安司令官、第3野战军司令官。

陸軍官校第16期
- 张世东：陆军中将军衔退役；历任首都警备司令部第30警备团长、特战司第3空降旅长、总统警卫室长、国家安全企划部部长。

陸軍官校第17期
- 许和平：陆军准将军衔退役；历任国军保安司令部秘书处长、总统秘书室辅佐官、政务首席秘书官、国会议员等。
- 许三守：陆军准将军衔退役；历任国军保安司令部人事处长、总统秘书室首席秘书官、国会议员、社团法人国际残疾人协议会理事长等。
- 安贤泰：陆军少将军衔退役；历任总统警卫室长，国家元老咨询会议事务总长等。
- 金振永：陆军上將军衔退役；历任陆军首都警备司令部第33警备团长、首都警备司令官、陆军参谋总长等。
- 李贤雨：陆军中将军衔退役；历任国军情报司令官，总统警卫室长，国家安全企划部部长等。

陸軍官校第18期
- 李鹤捧：陆军准将军衔退役；历任国军保安司令部对共处长、合同搜查总部负责人、总统秘书室民政高级秘书、国家安全企划部副部长、国会议员等。
- 赵南丰：陆军上將军衔退役；历任陆军第9步兵师参谋长、陆军第3野战军司令官等。